# Dranoc
Dranoc (albanska: Drenoc med böjningsformen Drenoci; serbiska: Дреновац, Drenoc) är ett samhälle i Kosovo. Det ligger i den västra delen av landet, 70 km väster om huvudstaden Priština. Dranoc ligger 591 meter över havet och antalet invånare är 2 000.
Terrängen runt Dranoc är varierad, och sluttar österut. Runt Dranoc är det ganska tätbefolkat, med 222 invånare per kvadratkilometer. Närmaste större samhälle är Deçan, 2,8 km norr om Dranoc. Omgivningarna runt Dranoc är en mosaik av jordbruksmark och naturlig växtlighet.